# Josephine Henning
Josephine Henning (Treviri, 8 settembre 1989) è un'ex calciatrice tedesca, di ruolo difensore.
In carriera ha giocato, oltre che in patria, nei campionati inglese e francese, conquistando complessivamente quattro titoli di campione di Germania, due con il Turbine Potsdam e due con il Wolfsburg, vincendo con quest'ultima anche una Coppa di Germania, la FA Women's Cup con l'Arsenal e il double nella stagione 2016-2017 con l'Olympique Lione. Inoltre con Wolfsburg (2) e Olympique Lione (1) ha conquistato tre UEFA Women's Champions League.
Ha anche indossato per anni la maglia della nazionale del suo paese, dalle giovanili alla nazionale maggiore, totalizzando con quest'ultima 42 presenze tra il 2010 e il 2017 e conquistando la medaglia d'oro all'olimpiade di Rio de Janeiro 2016, l'Europeo di Svezia 2013 e due edizioni di Algarve Cup, nel 2012 e 2014.

## Carriera

### Club
Durante il calciomercato invernale 2016-2017 Henning decide ritornare in Francia, sottoscrivendo un contratto con l'Olympique Lione, plurititolata società di Lione, per giocare in Division 1 Féminine, massimo livello del campionato francese, e in UEFA Women's Champions League. Al termine della stagione 2016-2017 è tornata all'Arsenal.

## Palmarès

### Club

#### Competizioni nazionali
- Campionato francese: 1

Olympique Lione: 2016-2017
- Campionato tedesco: 4

Turbine Potsdam: 2009-2010, 2010-2011
Wolfsburg: 2012-2013, 2013-2014
- Coppa di Francia: 1

Olympique Lione: 2016-2017
- Coppa di Germania: 1

Wolfsburg: 2012-2013
- FA Women's Cup: 1

Arsenal: 2015-2016

#### Competizioni internazionali
- UEFA Women's Champions League: 3

Wolfsburg: 2012-2013, 2013-2014
Olympique Lione: 2016-2017

### Nazionale
- Campionato europeo femminile di calcio: 1

2013
- Oro olimpico: 1

Rio de Janeiro 2016
- Algarve Cup: 2

2012, 2014